# Tirolul de Nord

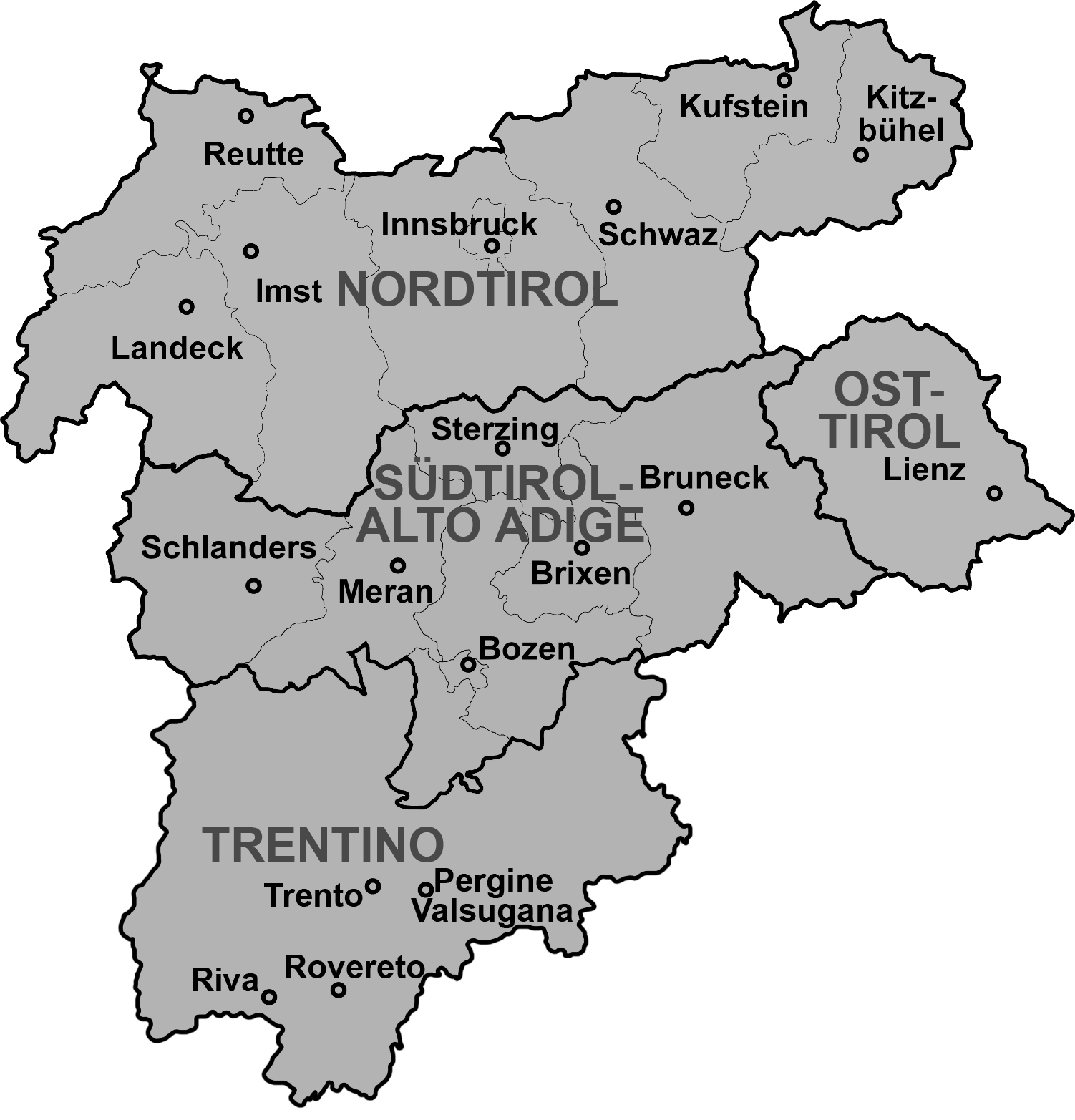
Regiunea istorică Tirol înainte de împărțire

Tirolul de Nord este după cum îi spune numele partea de nord a regiunii istorice Tirol. Regiunea Tirol a fost împărțită la sfârșitului primului război mondial (1918) între Austria și Italia. Astfel Tirolul de Est și landul Tirol cu capitala Innsbruck vor aparține Austriei, iar Tirolul de Sud și Trentino (Welschtirol) Italiei.